# Волков, Иван Фёдорович (литературовед)
Иван Фёдорович Волков (1924—1995) — советский и российский литературовед, доктор филологических наук (1970), декан филологического факультета МГУ в 1981—1991 годах.

## Биография
Родился в старообрядческой семье сапожника в селе Поим Чембарского уезда Пензенской губернии. Во время коллективизации семья была депортирована в Сибирь, но Ивана удалось отправить в Москву к родственникам. Школу он закончил в Ташкенте в эвакуации, в 1943 году призван в армию. Закончил службу в 1947 году в Шпремберге в должности военного переводчика и в звании лейтенанта административной службы.
В 1951 году окончил филологический факультет МГУ по специальности «немецкий язык и литература». Учился в аспирантуре, в 1955 году защитил кандидатскую диссертацию по теме «Творческий путь И. Г. Зейме». Старший преподаватель Таганрогского педагогического института (1955—1958), сотрудник издательства «Искусство» (1958—1960).
С 1960 года в МГУ: на кафедре теории литературы (где он прошёл путь от младшего научного сотрудника до профессора), заместитель декана филологического факультета по работе с иностранными учащимися (1980), и. о. декана (1980), декан (с 1981 года). В 1970 году защитил докторскую диссертацию о творческом методе в «Фаусте» Гёте. Главный редактор филологической серии «Вестника Московского университета» (1982—1993). В 1986 году избран заведующим кафедрой истории советской литературы (с 1991 года — кафедра истории русской литературы XX века).

## Книги
- О социалистическом реализме. — М.: Искусство, 1962. — 96 с.
- Партийность искусства. — М.: Искусство, 1966. — 104 с.
- «Фауст» Гёте и проблема художественного метода. — М.: Издательство Московского университета, 1970. — 264 с.
- Литература и жизнь. — М.: Знание, 1972. — 32 с.
- Партийность искусства и социалистический реализм. — М.: Искусство, 1974. — 168 с.
- Творческие методы и художественные системы. — М.: Искусство, 1978. — 264 с. (2-е издание, исправленное и дополненное: 1989)
- Развитие теории социалистического реализма. — М.: Знание, 1982. — 64 с.
- Литература как вид художественного творчества: Книга для учителя. — М.: Просвещение, 1985. — 192 с.
- Теория литературы: Учебное пособие для студентов и преподавателей. — М.: Просвещение: ВЛАДОС, 1995. — 256 с.